# 練馬区立開進第一中学校
練馬区立開進第一中学校（ねりまくりつ かいしんだいいちちゅうがっこう）は、東京都練馬区早宮一丁目にある公立中学校。略称は開一中（かいいっちゅう）、または開進一中（かいしんいっちゅう）。2019年（令和元年）5月時点の生徒数は13学級(1学年4学級、2学年4学級、3学年5学級)467名である。

## 沿革
学校教育法の施行にともなって練馬区で開設された中学校13校の1つ。
- 1947年（昭和22年）
  - 4月1日 - 板橋区立開進第一中学校として設立
  - 5月1日 - 開進第一小学校内にて開校
  - 8月1日 - 練馬区が板橋区から分離し、練馬区立開進第一中学校となる
- 1948年（昭和23年）5月1日 - 校歌（作詞・萩原延壽、作曲・渡辺浦人）制定
- 1949年（昭和24年）6月27日 - 新校舎を現在地に竣工
- 1958年（昭和33年）4月1日 - 練馬区立北町中学校が分離独立（5月30日まで同居）
- 1960年（昭和35年）6月15日 - 体育館完成
- 1963年（昭和38年）9月20日 - 校地拡張工事完了
- 1966年（昭和41年）9月1日 - 校旗制定
- 1967年（昭和42年）1月25日 - 完全給食開始
- 1973年（昭和48年）3月25日 - 中庭舗装、花壇完成
- 1988年（昭和63年）3月31日 - 格技室完成
- 2001年（平成13年）12月21日 - 21世紀幕開け記念事業、タイムカプセル封印式挙行
- 2002年（平成14年）11月30日 - 自校給食設備（ドライ方式）完成
- 2010年（平成22年）4月1日 - 練馬区教育委員会教育課程研究指定

## 校名
開進という名称は、明治5年に学制が施行されたときの勅諭の中から、地元の氷川神社の風祭宮司が「智を開き以って徳を進むる」の語こそ教育の場にふさわしいと選びだし、現在の練馬区立開進第一小学校に名付け、その後広まったといわれている。

## 校章
平和のシンボル鳩が翼を広げ羽ばたいている中央に、開進第一中学校の「1中」の文字を配している。平和を愛し、未来へ羽ばたく生徒への願いが込められている。

## 部活動

### 運動部
- 女子バレーボール部
- ソフトテニス部
- 野球部
- 男子バスケットボール部
- 女子バスケットボール部
- サッカー部
- バドミントン部
- 卓球部
- 陸上部

### 文化部
- 吹奏楽部
- 美術部
- 書道部
- 園芸部
- 文化研究部
- 英語部

## 通学区域
南は石神井川、北は環八通りを境とし、東はおおむね氷川台駅以西、西はおおむねとしまえんより東側を学区とする。
- 早宮一丁目
- 早宮二丁目
- 早宮三丁目
- 早宮四丁目（1-25）
- 平和台一丁目（23-35、38-40）
- 平和台二丁目（1を除く）
- 平和台三丁目
- 平和台四丁目
- 氷川台三丁目（37-41）
- 氷川台四丁目（38-39、43-45、51-59）

## 進学前小学校
区立中学校選択制度があり区内の遠方から通学している生徒もいるが、学区指定による小学校は以下の通り。※印は小中一貫教育グループの構成校。
- 開進第一小学校(※)
- 北町小学校
- 北町西小学校
- 仲町小学校
- 早宮小学校(※)

## 学区内の主な施設
- 氷川台駅
- 平和台駅
- 東京都立練馬工科高等学校

## 交通アクセス
- 東京メトロ有楽町線・副都心線氷川台駅1番出口より徒歩10分
- 東京メトロ有楽町線・副都心線平和台駅南口より徒歩12分

## 著名な関係者
出身者
- 高山鈴江（元女子バレーボール選手） - メキシコ五輪銀メダリスト

教職員
- 萩原延壽（歴史家） - 元教員